# Маролла

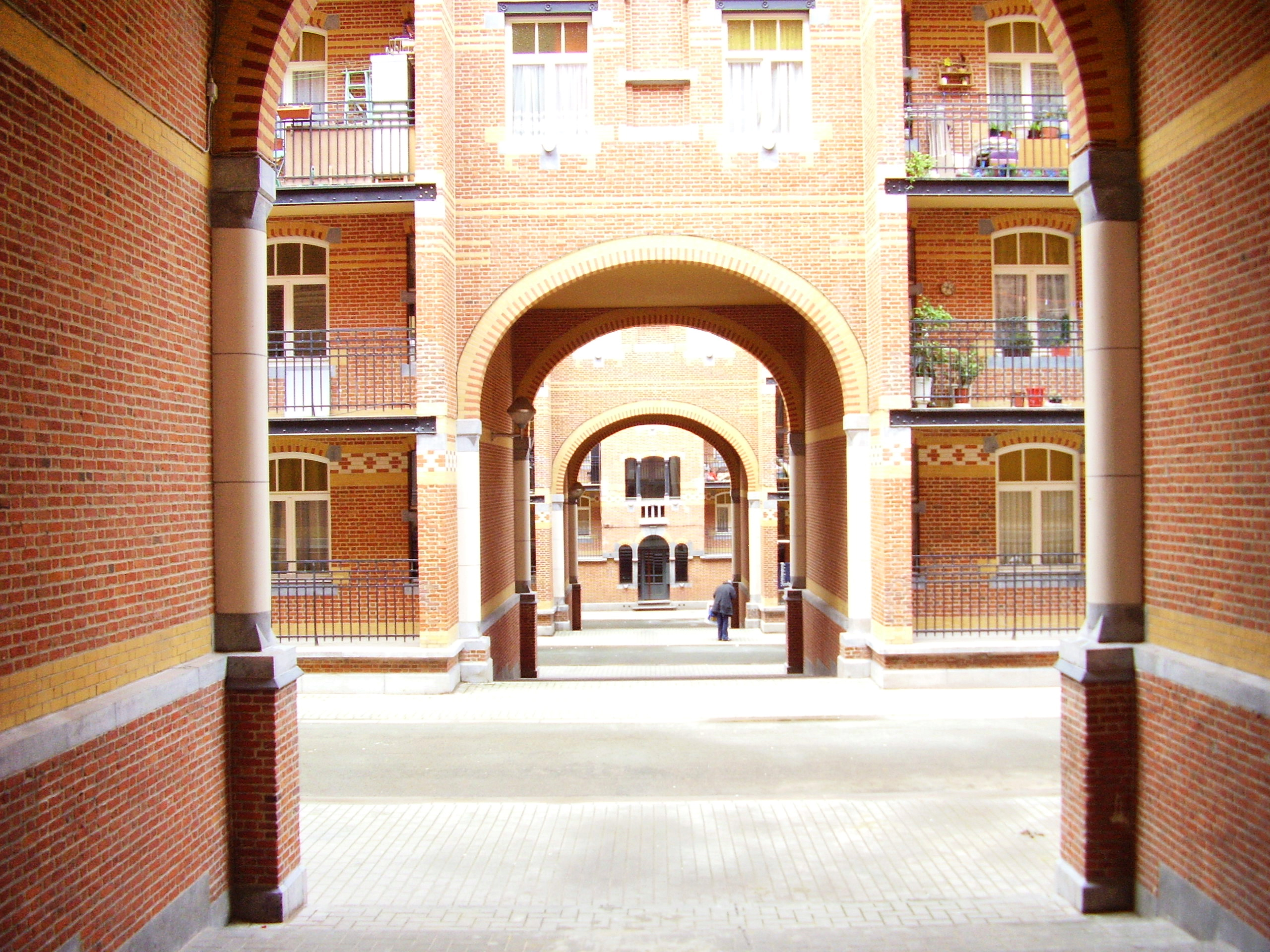
Cité Hellemans

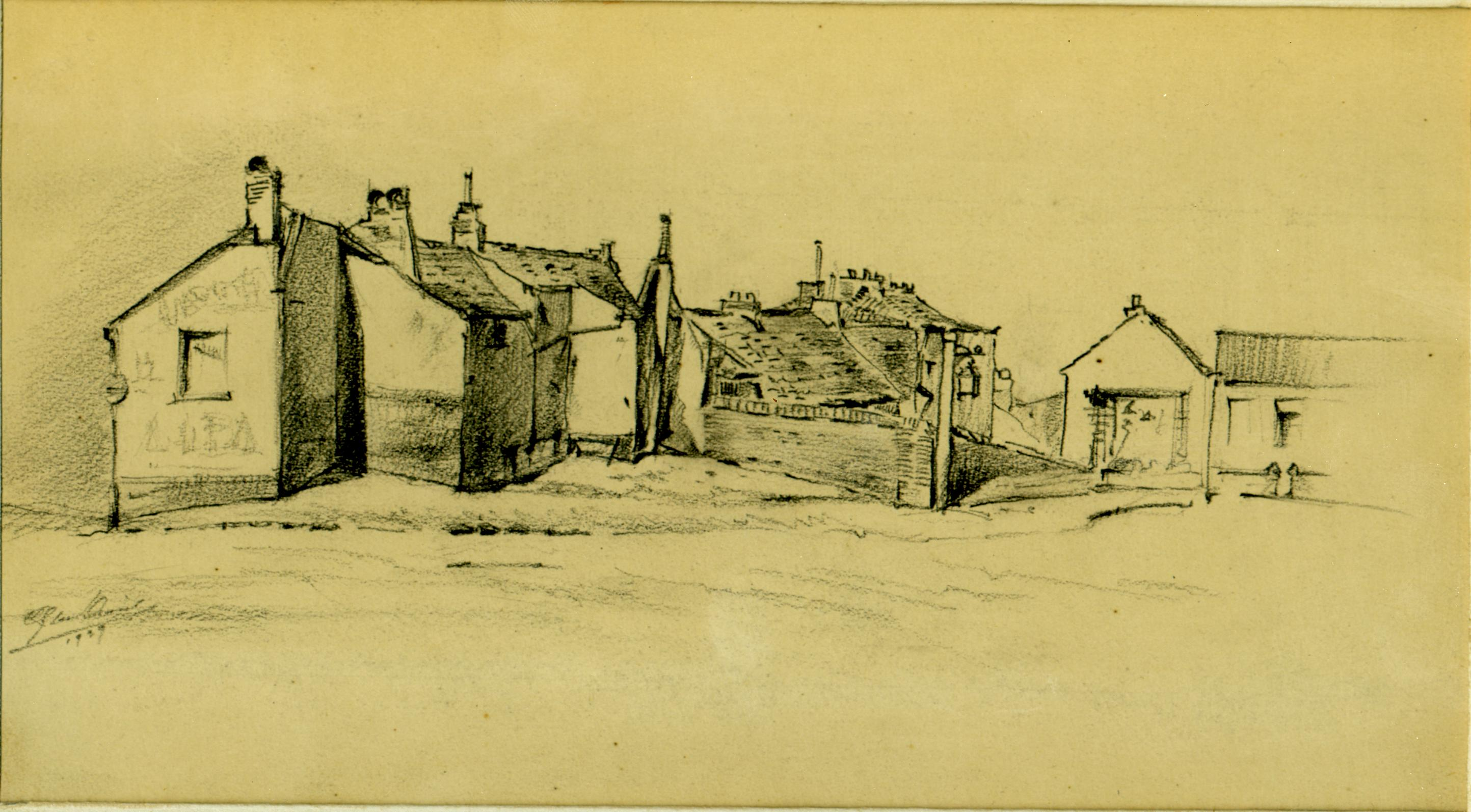
Начерк Маролли, зроблений у 1939 році Léon van Dievoet

Маролла (фр. Marolles, фр. вимова: [maˈʁɔl]; нід. Marollen нід. вимова: [maˈrɔlə(n)]) — район у Брюсселі, що вважається народним районом міста. Маролли розташовані між Палацом Правосуддя і Південним вокзалом. Центром району вважається Церква Капели (фр. Église de la Chapelle, нід. Kapellekerk) і розташована біля неї площа (фр. Place du Jeu de balle нід. Vossenplein).

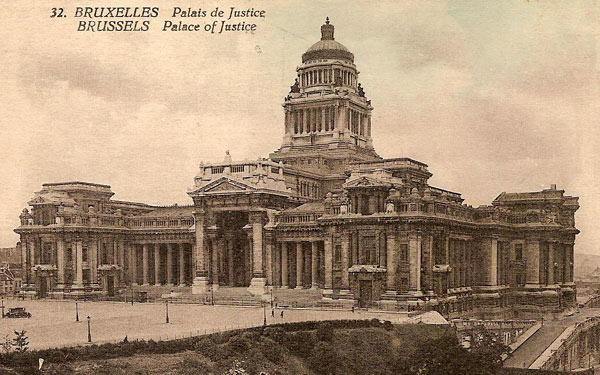
Палац правосуддя

Раніше район був відомий своїм власним діалектом.
Марольський соціолект виник у XVIII столітті, коли в Мароллах стали селитися робітники з Валлонії. Під їх впливом і виник діалект, який відрізняється від інших фламандських діалектів великою кількістю валлонських запозичень.
Одним з найбільш відомих маролльских виразів є лайка schieëven arsjitekt (буквально — «підлий архітектор»). Воно виникло у другій половині XIX століття, коли на території Маролли був побудований величезний Палац Правосуддя, заради якого були зруйновані десятки будинків. Багато жителів опинилося без житла. Іноді історія будівництва Палацу Правосуддя розглядається як «пролог» брюсселізацій.
Ситуація повторилася в кінці 1960-х, коли задля будівництва «брюссельського Мангеттена» зі своїх будинків було виселено дванадцять тисяч жителів Північного району.